# Ischnochiton fruticosus
Ischnochiton fruticosus är en blötdjursart som först beskrevs av Gould 1846.  Ischnochiton fruticosus ingår i släktet Ischnochiton och familjen Ischnochitonidae. Inga underarter finns listade i Catalogue of Life.